# Weissmies (szczyt)
Weissmies – szczyt w Alpach Pennińskich w masywie Weissmies. Leży w Szwajcarii, w kantonie Valais, blisko granicy z Włochami. U jego podnóża znajduje się miejscowość Saas-Grund w dolinie Saastal. W pobliże szczytu dociera kolejka linowa z Saas Grund. Szczyt można zdobyć też ze schronisk: Weissmieshütte (2726 m) oraz Almagellerhütte (2894 m). Sąsiaduje z Lagginhorn. Szczyt otaczają lodowce Weissmiesgletscher od wschodu i Triftgletscher od zachodu. 
Pierwszego wejścia dokonali Jakob Christian Häusser i Peter Josef Zurbriggen w 1855 r.